# 2014 w polityce

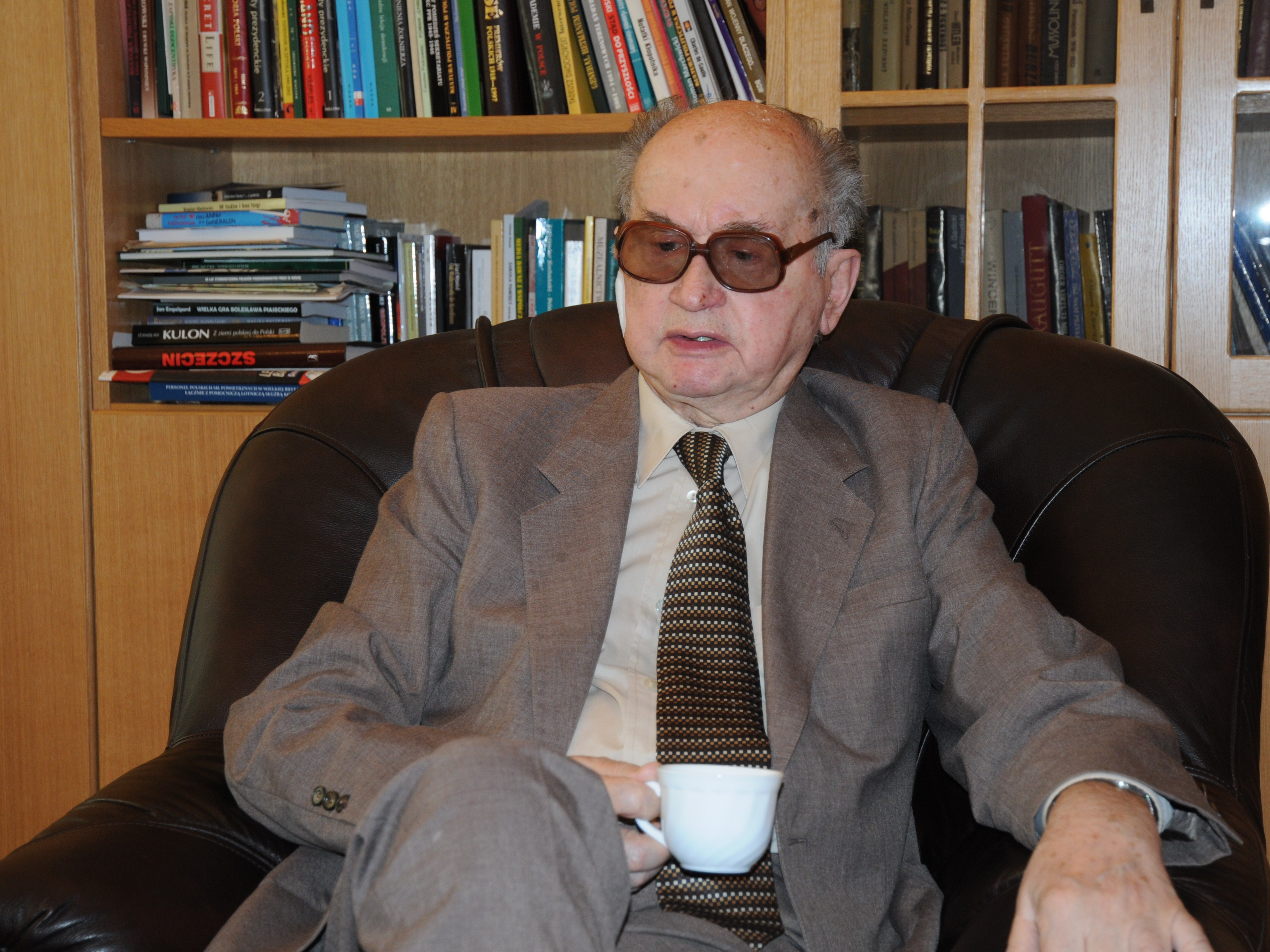
Wojciech Jaruzelski

Barack Obama

Wydarzenia polityczne w 2014 roku.

## Styczeń
- 10 stycznia – zmarł Zbigniew Messner, ekonomista, premier Polski w latach 1985–1988[1].
- 11 stycznia – zmarł były premier Izraela Ariel Szaron[2].
- 16 stycznia – prezydent Ukrainy Wiktor Janukowycz podpisał ustawy, które ograniczyły działalność organizacji pozarządowych i zaostrzały kary dla przeciwników władz (tzw. „ustawy dyktatorskie”)[3].
- 31 stycznia – Wiktor Janukowycz podpisał ustawę o amnestii i zniósł „ustawy dyktatorskie”[3].

## Luty
- 21 lutego – prezydent Wiktor Janukowycz i opozycja podpisały porozumienie w sprawie rozwiązania kryzysu na Ukrainie. Postanowiono przywrócić konstytucję z 2004 roku (w ciągu 2 dni), powołanie rządu koalicyjnego (w ciągu 10 dni), opracować nową konstytucję, która równoważyłaby kompetencje prezydenta, rządu i parlamentu (do września 2014 roku), przeprowadzić wcześniejsze wybory prezydenckie (do grudnia 2014 roku)[4].
- 22 lutego – Wiktor Janukowycz został odwołany z funkcji prezydenta Ukrainy[5].
- 27 lutego – napastnicy zajęli budynki rządu i parlamentu Republiki Autonomicznej Krymu w Symferopolu[6].

## Marzec
- 6 marca – na Krymie odbyło się referendum. Blisko 97% głosujących opowiedziało się za wejściem półwyspu w skład Rosji. Ukraina i państwa zachodnie uznały plebiscyt za niezgodny z prawem międzynarodowym[6].
- 21 marca –  Ukraina i Unia Europejska podpisały w Brukseli polityczną część umowy stowarzyszeniowej[7].

## Kwiecień
- 6 kwietnia – na Węgrzech odbyły się wybory parlamentarne[8].
- 30 kwietnia:
  - w Iraku odbyły się wybory parlamentarne. Elekcję wygrała rządząca koalicja Państwo Prawa[9];
  - zmarł Mieczysław Wilczek, minister przemysłu w rządzie Mieczysława Rakowskiego w latach 1988–1989[10].

## Maj
- 11 maja – w obwodzie donieckim i ługańskim odbyły się (nieuznane na arenie międzynarodowej) referenda niepodległościowe[11].
- 22 maja – w Tajlandii doszło do przewrotu wojskowego. Armia przejęła władzę[12].
- 22–25 maja – odbyły się wybory do Parlamentu Europejskiego[13].
- 25 maja:
  - zmarł generał Wojciech Jaruzelski, prezydent Polski w latach 1989-1990[14].
  - wybory prezydenckie na Ukrainie wygrał Petro Poroszenko[15].
- 26–28 maja – wybory prezydenckie w Egipcie wygrał Abd al-Fattah as-Sisi[16].

## Czerwiec
- 3–4 czerwca – odbyła się wizyta Baracka Obamy w Polsce[17].
- 14 czerwca – po publikacji w tygodniku „Wprost” stenogramów z nielegalnie podsłuchanych rozmów polityków wybuchła afera podsłuchowa[18].
- 19 czerwca – abdykował król Hiszpanii Jan Karol I Burbon[19].

## Lipiec
- 7 lipca – zmarł były prezydent Gruzji Eduard Szewardnadze[20].

## Wrzesień
- 8 września – rząd Hajdara al-Abadiego został zaprzysiężony przez parlament[21].
- 9 września – premier Polski Donald Tusk podał się do dymisji[22].
- 22 września – prezydent Polski Bronisław Komorowski powołał i zaprzysiągł rząd Ewy Kopacz[23][24].

## Październik
- 4 października – zmarł Jean-Claude Duvalier, haitański polityk, prezydent Haiti w latach 1971–1986[25].
- 10 października – Pokojową Nagrodę Nobla otrzymali Kailash Satyarthi i Malala Yousafzai[26].

## Listopad
- 16 listopada – w Polsce odbyły się wybory samorządowe[27].

## Grudzień
- 1 grudnia – Donald Tusk objął funkcję przewodniczącego Rady Europejskiej[28].
- 4 grudnia – zmarł Kazimierz Świtoń, działacz opozycyjny w Polsce Ludowej[29].